# جائزة أينشتاين
جائزة أينشتاين هي جائزة تمنح كل سنتين من قبل الجمعية الفيزيائية الأمريكية، وقد تم تفعيلها منذ سنة 2003.
عموما، يتم اختيار الفائزين نسبة إلى إنجازاتهم المتميزة في مجال الجاذبية، وقد سميت الجائزة بهذا الاسم نسبة إلى العالِم الشهير ألبرت أينشتاين (1879-1955) الذي قام بتأليف عدة نظريات حول النسبية الخاصة والنسبية العامة.
في البداية تم إنشاء الجائزة من قبل الفريق المعني بمواضيع الجاذبية في بداية عام 1999، لكن تم تغيير اسمها سنة 2003، واعتبارا من عام 2013 بلغت قيمة الجائزة 10,000 دولار.

## المتوجين
| العام | المتوج             | الإنجاز | المرجع |
| ----- | ------------------ | --- | ------ |
| 2003  | جون أرتشيبالد ويلر | رائد التحقيقات في النسبية العامة، بما في ذلك الموجة الثقالية، الجاذبية الكمية، الثقوب السوداء، والتفرد الجذبوي، هذا بالإضافة إلى التماثلات في معادلات آينشتاين، ثم القيادة وإلهام أجيال من الباحثين في النسبية العامة. |        |
| 2003  | بيتر بيرجمان       | رائد التحقيقات في النسبية العامة، بما في ذلك الموجة الثقالية، الجاذبية الكمية، الثقوب السوداء، والتفرد الجذبوي، هذا بالإضافة إلى التماثلات في معادلات آينشتاين، ثم القيادة وإلهام أجيال من الباحثين في النسبية العامة. |        |
| 2005  | برايس ديويت        | مجموعة واسعة من المساهمات الأصلية في مواضيع تتعلق بالجاذبية وخاصة في كمها، هذا بالإضافة إلى نظرية المقياس، ورد فعل الإشعاع في منحنى الزمكان العددية؛ ثم إلهام جيل من الطلاب.                                           |        |
| 2007  | راينر فايس         | المساهمات الأساسية في تطوير مرصد الموجة الثقالية على أساس قياس التداخل البصري، مما يؤدي إلى نجاح عملية تداخل الليزر مع الموجة الجاذبية للمرصد.                                                                         |        |
| 2007  | رونالد دريفر       | المساهمات الأساسية في تطوير مرصد الموجة الثقالية على أساس قياس التداخل البصري، مما يؤدي إلى نجاح عملية تداخل الليزر مع الموجة الجاذبية للمرصد.                                                                         |        |
| 2009  | جيمس هارتل         | مجموعة واسعة من المساهمات الأساسية في نسبية النجوم، ونظرية الحقل الكمومي في منحنى الزمكان، وخاصة الكم في علم الكونيات.                                                                                                 |        |
| 2011  | عزرا تي نيومان     | المساهمات البارزة في النظرية النسبية، هذا بالإضافة إلى جودة الأفكار والتي ألهمت ومثلت نموذجا لأجيال صاعدة. |        |
| 2013  | ايروين أولا شابيرو | له مساهمات تجريبية في المجموعة الشمسية ثم اختبارات النسبية وكذلك نظريات الجاذبية، ولا سيما اقتراح وقياس تأخير وتأثير الوقت.                                                                                            |        |
| 2015  | يعقوب بيكينشتاين   | مساهمات كبيرة في البحث والعمل على الثقوب السوداء في الكون، كذلك المساهمات البارزة في الديناميكا الحرارية ومحاولة توحيد ميكانيكا الكم والجاذبية.                                                                        |        |
| 2017  | روبرت الد          | الدراسات المهمة في موضوع الجاذبية على وجه الخصوص، ثم اكتشاف الصيغة العامة للثقب الأسود في الكون، ووضع صيغة ثابتة في نظرية الحقل الكمومي في منحنى الزمكان.                                                              |        |
| 2019  | أبهاي إشتيكار      | من أجل "المساهمات العديدة في النسبية العامة، بما في ذلك نظرية الثقوب السوداء، وتوافق الجاذبية الكمومي، وعلم الكون الكمي".                                                                                              |        |

## وصلات خارجية
- جائزة أينشتاين (الجمعية الفيزيائية الأمريكية)